# بتلفیلد ۳
بتلفیلد ۳ (به انگلیسی: Battlefield 3) یک بازی ویدئویی به سبک تیراندازی اول شخص از سری بازی‌های بتلفیلد است که توسط شرکت ئی‌ای دایس ساخته‌شده و توسط شرکت الکترونیک آرتس توزیع شد. این بازی دنباله مستقیم بتلفیلد ۲ و یازدهمین قسمت مجموعه بتلفیلد است. این بازی در آمریکای شمالی در تاریخ ۲۵ اکتبر ۲۰۱۱ و در اروپا در تاریخ ۲۸ اکتبر ۲۰۱۱ برای پلی‌استیشن ۳، اکس‌باکس ۳۶۰ و مایکروسافت ویندوز منتشر شد.
در عملیات‌های بتلفیلد ۳، بازیکن شخصیت‌های مختلف نظامی را انتخاب می‌کند: یک تفنگدار آمریکایی، یک افسر سیستم تسلیحات بوئینگ اف/ای-۱۸ سوپر هورنت، یک اپراتور تانک ام۱ آبرامز، یک اپراتور اسپتسناز جی‌آریو. لشکرکشی‌ها در مناطق مختلفی اتفاق می‌افتد و داستان دو شخصیت، هنری بلاکبرن و دیمیتری مایوفسکی را دنبال می‌کند.
۵ میلیون نسخه از بازی در اولین هفته انتشار فروخته شد، و نظرات مثبتی را از منتقدان دریافت کرد. بتلفیلد ۴ به عنوان دنباله بازی، در سال ۲۰۱۳ منتشر شد.

## گیم پلی

عکسی از صفحه حالت تک نفره بتلفیلد ۳ که شخصیت «دیما» سلاح جی۳۶سی دارد

بازی دارای حالت ترکیب تسلیحاتی در تک‌نفره، رهبرعملیاتی و چندنفره است. این بازی چندین عناصر موجود در بازی‌های جوخه بی‌انضباط شامل جت جنگی، دمرو، جنگ ۶۴ بازیکنی را روی کامپیوتر شخصی را دوباره معرفی می‌کند. به‌علت کم بودن تعداد بازیکنان کنسول‌ها، اندازهٔ سطح زمین مپ‌ها در اکس‌باکس ۳۶۰ و پی‌اس ۳ محدود شد ولی اندازهٔ فضای پرواز ثابت ماند.

## داستان

### مکان‌ها و شخصیت‌ها
داستان طی ۹ ماه در سال ۲۰۱۴ رخ می‌دهد. بیشتر داستان در منطقه ایران و عراق است. مکان‌های دیگر شامل مرز آذربایجان، پاریس و نیویورک می‌شود. بیشتر مأموریت‌ها طی بازگویی‌های گروهبان دوم هنری «بلک» بلکبرن در جریان بازجویی در سی‌آی‌ای رخ می‌دهد و به ترتیب زمان نیست.
بازیکن در نقش چهار شخصیت بازی می‌کند بیشتر در نقش بلکبرن (Blackburn)، عضو گردان شناسایی اولیه در سپاه تفنگداران دریایی ایالات متحده آمریکا و قهرمان اصلی داستان. دیگر نقش‌ها شامل گروهبان جاناتان «جانو» میلر، گرداننده یک تانک ام۱ آبرامز که در تهران وارد بازی می‌شود؛ ستوان جنیفر «ودج» کولبی هاوکینز، افسر سیستم‌های جنگ‌افزاری در یک بوئینگ اف/ای-۱۸ سوپر هورنت، و دیمیتری «دیما» مایاکوفسکی، یک مأمور روسی جی‌آریو (دفتر اطلاعات اصلی روسیه).
دشمن اصلی، یک جاسوس برون مرزی سی‌آی‌ای (آژانس اطلاعات مرکزی آمریکا) به نام سلیمان است. رهبر پی‌ال‌آر (یک گروه شبه نظامی ایرانی به نام مقاومت و آزادی خلق)، فرخ البشیر به همراه هاشمی نیز سلیمان را همراهی می‌کند. شخصیت‌های مستقل (همراه در تیم) شامل میسفیت یک (جوخه بلکبرن شامل دیوید مونتز، ستیو کمپو، کریستین ماتکوویچ و فرمانده سروان کویینتان کول)، هم جوخه‌ای‌های دیما، ولادیمیر و کیریل، و مأموران سیا گوردن و ویستلر که در طول بازی بلکبرن را بازجویی می‌کنند.

### داستان به ترتیب زمان
بازی از صحنه فرار بلکبرن از دست مأموران سیا به قصد مقابله با سلیمان که قصد انفجار یک سلاح تاکتیکی اتمی قابل حمل (Suitcase nuke) در نیویورک را دارد شروع می‌شودو همین‌طور سلیمان می‌خواهد پاریس و نیویورک را نابود کند و ادامه ماجرا در زمان به عقب برگشته و بازجویی بلکبرن در سی‌آی‌ای حوادث را به صورت نا مرتب دنبال می‌کند.

داستان به ترتیب زمان (نه به ترتیب بازجویی): ۱۵ مارس ۲۰۱۴، جوخه بلکبرن، میسفیت ۱–۳، سعی می‌کنند تا یک جوخه دیگر را که در سلیمانیه در کردستان عراق، در حال شناسایی یک بمب کنارجاده‌ای، مفقود شده بودند را پیدا کرده و ایمن برگردانند؛ که در نهایت معلوم می‌شود که موقعیت در منطقه‌ای بوده‌است که توسط پی‌ال‌آر (نیروی مقاومت و آزادی خلق یک گروه شبه نظامی ایرانی)، کنترل می‌شده. آن‌ها جوخه مفقود شده را در حالی پیدا می‌کنند که پی‌ال‌آر برای آن‌ها کمین کرده بودند، اما پیش از اینکه آن‌ها بتوانند از شهر فرار کنند، یک زلزله سنگین شهر را ویران می‌کند. بلکبرن به سختی خود را نجات می‌دهد و هم گروهی اش مونتز را یافته و به دنبال او و دیگر نجات یافتگان برای خروج از ویرانه‌های شهر می‌جنگند. در همان روز، پی‌ال‌آر در ایران کودتا کرده و در پی آن ایالات متحده به ایران حمله می‌کند. ستوان هاوکینز در یک حمله به جنگنده‌های سوخو ۳۵ دشمن (کودتاچیان) در ایران و یک حمله هوایی به مهرآباد شرکت می‌کند. در پی حملات هوایی، تیم میسفیت یک برای ارزیابی خسارت جنگ و دستگیری رهبر پی‌ال‌آر، فرخ البشیر به تهران فرستاده می‌شود. در محل مظنون به استقرار البشیر و در طی تجسس گاوصندوق زیر زمینی یک بانک به نام «بانک شهری»، بلکبرن و تیمش متوجه می‌شوند که پی‌ال‌آر یک محموله اتمی روسی شامل سه بمب تاکتیکی قابل حمل اتمی را به دست آورده‌اند و فقط یکی از آن‌ها در جعبه محموله است و دو تا از آن‌ها نیستند. میسفیت از ستون زرهی «انویل ۳» (تانک‌های ام۱ آبرامز) که میلر همراه آنهاست و در تهران بودند درخواست پشتیبانی می‌کند. میلر می‌تواند خودش را به میسفیت برساند و به آن‌ها کمک کند تا سوار هلیکوپتر شوند اما خود میلر دستگیر می‌شود. سلیمان و البشیر ویدئویی را از بریدن سر میلر ضبط کرده و به صورت اینترنتی برای امریکایی‌ها پخش می‌کنند با این عنوان که البشیر می‌گوید این پاسخ شما آمریکایی هاست.
میسفیت ۱–۳ یک عملیات شبیخون برای دستگیری البشیر اجرا می‌کنند که نهایتاً در زمان فرار با ماشین دستگیر شده اما به شدت مجروح می‌شود. البشیر با این باور که به او خیانت شده و از او سوءاستفاده کرده‌اند اطلاعات کمی دربارهٔ نقشه سلیمان برای انفجار اتمی در پاریس و نیویورک و تاریخ آن را پیش از مرگش فاش می‌کند. میسفیت یک، طی تحقیقات به یک دلال اسلحه به نام امیر کافاروو می‌رسد کسی که با سلیمان و البشیر کار می‌کرد. آن‌ها سعی می‌کنند او را در ویلایش در ساحل دریای خزر نزدیک مرز آذربایجان دستگیر کنند اما با گردان سربازان چترباز روسی روبرو می‌شوند که آن‌ها هم در پی کافاروو بودند و با بی‌ام‌پی-۲های فرود آمده از هوا با پشتیبانی نزدیک هوایی سوخو-۲۵ با آن‌ها درگیر می‌شوند. در جریان این آشفتگی، هم تیمی‌های بلکبرن، کمپو و ماتکوویچ در یک حمله هوایی کشته می‌شوند. همزمان، یک تیم اسپتسناز سه نفره به فرماندهی دیما مخفیانه به ویلای کافاروو حمله می‌کند. کافاروو پس از دستگیری سعی می‌کند با رشوه فرار کند اما دیما به هر حال از او بازجویی می‌کند. بلکبرن به ویلا می‌رسد و کافاروو بیهوش را پیدا می‌کند و البته دیما. در اینجا کاربر با چهره دیما آشنا می‌شود. دیما نقشه سلیمان را برای بلکبرن تعریف می‌کند و از او برای جلوگیری از «جنگ بین ملت‌هایشان» درخواست همکاری می‌کند. هم‌زمان کول (فرماندهٔ بلکبرن) می‌رسد و بلکبرن برای فراری دادن دیما به فرمانده خودش شلیک می‌کند و باعث این بازجویی ۸ ساعته توسط سی‌آی‌ای در کوئینز، هانترز پوینت می‌شود.
در مدت زمان اسارت بلکبرن، جوخه اسپتزناز سه نفری دیما سعی می‌کند تا حمله در پاریس را متوقف کند. در این جریان آن‌ها مجبور می‌شوند با پلیس فرانسه درگیر شوند. ولادیمیر به واسطه انفجار یک راکت کشته می‌شود و دیما نیز موفق نمی‌شود. دیما و کیریل هر دو در معرض تشعشعات انفجار اتمی در پاریس قرار می‌گیرند. هم‌زمان در بازجویی بلکبرن، از آنجایی که سلیمان یک خبرچین سی‌آی‌ای است و هیچ مدرک محکمی دربارهٔ دست داشتن او در حملات تروریستی وجود ندارد و به دلیل اینکه دوستان بلکبرن در مأموریت ویلا به فرماندهی کول کشته شدند (ظن مأموران سی‌آی‌ای به انتقامجویی بلکبرن از فرمانده خودش است)، مأموران سی‌آی‌ای داستان بلکبرن را باور نمی‌کنند. آن‌ها در عوض روسیه را مقصر دانسته و فکر می‌کنند دیما، بلکبرن را فریب داده‌است.
با گوردن تماس می‌گیرند و می‌گویند که یک ترن مترو دزدیده شده و بلکبرن با شنیدن این موضوع تکه‌های پازل این ماجرا را کنار هم گذاشته و از نقشه مترو روی دیوار و اسنادی که در بانک شهری بود و اطلاعات البشیر متوجه می‌شود که بمب توسط ترن مترو به کدام شماره و در همان شب جابجا می‌شود. ناچار، بلکبرن و مونتز فرار می‌کنند تا جلوی انفجار در نیویورک را بگیرند. قسمت‌های آغازین بازی تکرار شده و بلکبرن در حین فرار خودش را به ترن مورد نظر که بمب و سلیمان در آن هستند رسانده و از بالای ورودی تونل خودش را روی سقف ترن می‌اندازد. طی تعقیب گریز بین بلکبرن و سلیمان، قطار منفجر شده و سرنگون می‌شود، خودشان را به خیابان رسانده و در آنجا مونتز با یک ماشین آماده به بلکبرن کمک می‌کند تا سلیمان را متوقف کنند. پس از تصادف در میدان تایمز، سلیمان متوقف شده اما به مونتز شلیک می‌کند. بلکبرن در درگیری تن به تن موفق می‌شود تا سلیمان را دستگیر کرده و بمب را به دست آورد.
در سخن آخر، کاربر متوجه می‌شود که دیما از انفجار پاریس نجات یافته، اما از مسمومیت پرتوی انفجار رنج می‌برد. او دربارهٔ تلاش‌های خودش و بلکبرن می‌نویسد و اینکه به قول ولادیمیر تو فقط می‌توانی یک بار بمیری پس مطمئن شو که چیزی که برایش می‌میری ارزشش را داشته باشد. در پایان اسلحه دستی را برداشته، صدای در زدن و صدای بارگذاری گلنگدن.

## بازتاب‌ها
آی‌جی‌ان به این بازی نمره ۹٫۰ از ۱۰٫۰ داد. گرافیک و بازی چند نفره مورد ستایش قرار گرفتند. با اینکه داستان کمپین یک‌نفره و نقص‌های فنی موتور بازی مورد انتقاد قرار گرفت اما همچنان از بازبینی اکثراً رتبه مثبت به آن داده شد، «با در نظر نگرفتن خطاهای داستان یا نقص‌های فنی، بتل‌فیلد ۳ یک سویت بازی چند نفره فراموش نشدنی با کلاس جهانی را ارائه کرد که قطعاً طرفداران تیراندازی را تحریک می‌کند»
جویستیک رتبه ۴٫۵ از ۵٫۰ ستاره را به این بازی داد و شرح داد که کمپین «از نظر تاکتیکی، خطی» بود و هوش مصنوعی درون بازی «به شکل جنایتکارانه‌ای دل‌ناپذیر برای جنگ» بودند. بازی چند نفره با عنوان «بی‌همتا» تحسین شد.
گیم‌اسپات رتبه ۸٫۵ از ۱۰ را به این بازی داد. آن‌ها حالت چند نفری بازی، تنوع وسایل نقلیه، محیط‌هایی با طراحی خوب و سیستم عالی برای بازی تیمی را تحسین کردند اگر چه بخش کمپین نقد شد به دلیل «کسل‌کننده و مأیوس‌کننده» بودن و استفاده از یک «فرمول معمول و شناخته شده».
مجله رسمی ایکس‌باکس رتبه ۹ از ۱۰ را به بازی داد. بخش بازی چند نفره تحسین شد، اما کمپین یک‌نفره نقد شد. به صورت مشابه، مجله رسمی ایکس‌باکس (بریتانیا) ۸ از ۱۰ را به بازی داد، تحسین بازی چند نفره با عنوان «جامع‌ترین بیان، بازی چند نفری خالص تا کنون» در حالی که همراه با نقد تجربه بخش یک نفری بود.

## نقشه‌ها
- سلیمانیه، کردستان عراق
- تهران
- خلیج فارس
- فرودگاه بین‌المللی مهرآباد
- بیابان‌های اطراف تهران
- پاریس
- دره آراز در شمال ایران و آذربایجان
- نیویورک
- کانال نوشهر در نسخهٔ آپدیت
- قله دماوند آمل در نسخهٔ آپدیت
- جزیره خارک[۵]در نسخهٔ آپدیت

## ممنوعیت فروش در ایران و جزئیات
پس انتشار جهانی این بازی، به فروشگاه‌های عرضه بازی‌های کامپیوتری در ایران دستور اکید داده شد که این بازی را به فروش نرسانند.
دشمنان اصلی در بازی طرفداران سلیمان و فرخ‌البشیر هستند و همه آن‌ها به زبان فارسی صحبت کرده و همانند نظامیان انگلیسی زبان از الفاظ رکیک استفاده می‌کنند. تنها در آذربایجان و همچنین در فرانسه زمانی که کاربر با پلیس فرانسه درگیر می‌شود نیروهای مقابل کاربر به زبان فارسی صحبت نمی‌کنند و پلیس فرانسه و اسپتزناز ارتش روسیه هستند.
در منطقه سلیمانیه عراق از پلاک‌های ماشین ایرانی استفاده شده اما تمامی پرچم‌ها، پرچم عراق در زمان رژیم بعث همراه سه ستاره هستند. در تهران در مقابل بانک شهری از هر دو پرچم عراق در زمان رژیم بعث و پرچم جمهوری اسلامی ایران استفاده شده‌است اما هیچ‌یک از نیروهای دشمن نشان نظامی یا پرچم جمهوری اسلامی یا عراق را ندارند. تابلوهای شهری در ایران و عراق مشابه هستند برخی عربی و برخی فارسی. در پاریس تمام پلاک‌های ماشین فرانسوی هستند. در این بازی پاریس ویران می‌شود و بازی‌کن مجبور است که برای پیشگیری از انفجار اتمی به سمت نیروهای پلیس فرانسه شلیک کند و این بازی در فرانسه ممنوع نشد. بتلفیلد ۴ در چین و بتلفیلد ۳ در ایران ممنوع شدند. همانند داستان بتلفیلد ۳ که دربارهٔ کودتا در ایران است، داستان بتلفیلد ۴ نیز دربارهٔ کودتایی در چین علیه دولت چین می‌باشد و نیروهای ایالات متحده به کمک دولت چین می‌روند. وزارت مربوط در چین دلیل ممنوعیت بازی را مخاطره‌آمیز بودن برای امنیت ملی عنوان کرد، و آن را تهاجم فرهنگی خواند.
قبلاً در بازی بتلفیلد ۲ (با بدکمپانی ۲ اشتباه نشود) نیز از نیروهای چینی و عربی همراه اصطلاحات ایرانی روی ساختمان‌ها مانند هتل فندق استفاده شده بود اما آن بازی سناریو و داستان خاصی برای بخش تک‌نفره نداشت و در کشورهای عرب‌زبان یا چین ممنوع نشد. در نسخه ۲ بتلفیلد بازیکن می‌توانست در نقش سرباز چینی یا عرب نیز بازی کند و از بات‌ها که سربازهای انسان با هوش محدود رباتیک اینتراکتیو بودند استفاده شده بود. از خصوصیات منحصر به فرد آن بازی امکان بازی چندنفره در شرایط حضور ربات‌ها در حالت شبکه داخلی بود که بازی را رقیب نسخه کانتر استرایک بازی نیمه جان می‌کرد. بتلفیلد ۲ تولید سال ۲۰۰۴ بود و از محبوبیت بسیاری برخوردار شد تا جایی که سال ۲۰۰۷ یک به روزرسانی بهبود یافته برای آن ارائه شد و تا سال ۲۰۱۰ نسخه دوم AIX مخفف Allied Intent Xtended نیز ساخته شد و افزونه‌های فراوانی برای نقشه و سلاح‌های آن بازی تولید شدند.

## مشکلات فنی
این بازی با برخی مشکلات فنی در برخی سیستم‌ها و به ویژه لپ‌تاپها مواجه شد. یکی از مشکلات، بار پردازشی اضافی و بیش از حد گرافیک روی سی‌پی‌یو در حالتی که کارت گرافیک مجتمع نیست بود که موجب فریز شدن (هنگ کردن) بازی می‌شد. به روزرسانی درایور و برنامه‌های مرتبط به جدیدترین نسخه از راه حل‌های مناسب بوده‌است اما نه در همه موارد.

## نکات
1. ↑  Weapon systems officer
2. ↑  نیروی ویژه روسی یا Spetsnaz